# Копильське пасмо
Копильське пасмо — пасмо на південному заході Білорусі, південне відгалуження Білоруської гряди. Площа 0,7 тисяч км².
Пасмо займає південно-західну частину Мінської, південно-східну частину Гродненської і північно-східну частину Берестейської областей. Межує з Мінською і Новогрудською височинами, Центральноберезинською і Барановицькою рівнинами. Протяжність із заходу на схід 100 км, з півночі на південь 45—50 км. Максимальна висота 243 м над рівнем моря. 
Найширше розвинений горбисто-увалистий рельєф краєвих льодовикових утворень. Характерне чергування пагорбів і увалів, розділених пониженнями, долинами невеликих річок, улоговинами. Є частиною вододілу між річками басейнів Прип'яті (Нача, Лань, Мороч, Локнея) і Німану (Відьма, Уша, Виня). Під лісом до 20% території.